# Hollywood Stock Exchange
Hollywood Stock Exchange, eller HSX, är ett webbaserat spel där deltagarna använder simulerade pengar för att köpa och sälja "andelar" av skådespelare, regissörer, nya filmer och annat filmrelaterat. De två Wall Street-veteranerna och filmfantasterna Max Keizer och Michael Burns grundade spelet  1996 och tre år senare hade det nästan 200 000 spelare.